# Pablo Zibes
Pablo Zibes, né en 1971 à Buenos Aires, est un acteur et mime argentin

## Biographie
Après ses études de l'Théâtre entre autres à l'Escuela Municipal de Arte Dramático (EMAD) à Buenos Aires, Pablo Zibes se consacre à l'art du mime. Il fréquente plusieurs cours en Argentine et en Europe comme la Scuola Teatro Dimitri.  Au cours d'un voyage à travers l'Europe et l'Asie, il acquit des expériences intenses comme mime et artiste ambulant.
Son travail se focalise sur des Walk act. 
Il participe à des festivals, des foires, à la télévision et d'autres évènements,.
Actuellement, il habite à Stuttgart en Allemagne.

## Récompenses
- 1999: Prix spécial à la Fête des  Artistes de la Rue  à Coblence[11].
- 2000: Prix de Kleinkunst[12] à Bochum.
- 2003: Grazie Mantoue Festival, Italie.

### Articles de journaux
- (de) Frankfurter Allgemeine Zeitung, 25 novembre 1997, lire en ligne,
- (de) Stuttgarter Zeitung, 24 février 2013, lire en ligne ,
- (de) Presseportal, 3 avril 2008, lire en ligne,
- (de) Gäubote, 7 décembre 2013, lire en ligne,
- (de) Schwaebische Zeitung, 22 janvier 2014, lire en ligne,
- (de) korrektorin.de, lire en ligne